# Mars Media Entertainment
Mars Media Entertainment (съкратеното и по-често използвано име е Mars Media) е руска медийна компания, която е една от най-големите продуцентски компании в Русия. Основана през ноември 2011 г. от телевизионния и филмов продуцент Рубен Дишдишян, бивш основател и президент на компанията Central Partnership. Приоритетни сфери на дейност на компанията са продуциране, филмово и телевизионно производство, както и разпространение на телевизионни сериали и игрални филми от различни жанрове и формати.
През 2020 г. Mars Media е включена в редицата на водещите филмови компании във филмовото производство, което ѝ дава право на приоритетно получаване на субсидии от Държавния фонд за кино, включително на безвъзмездна основа. Компанията активно си сътрудничи с руски телевизионни канали.
През януари 2020 г. Дишдишян казва пред „Ведомости“, че стратегията на компанията се е променила. Според него Mars Media, която произвежда 90% от съдържанието си за телевизия, планира да се фокусира върху проекти за онлайн платформи. Дишдишян обяснява решението с активното развитие на онлайн услугите и факта, че вижда големи перспективи в тях.